# Epeoloides
Epeoloides är ett släkte av bin. Epeoloides ingår i familjen långtungebin.
Släktet är kleptoparasitiskt; dess larver snyltar i bona hos lysingbin.

## Arter och utbredning
Artförteckning enligt Catalogue of Life:
- Brokadbi (Epeoloides coecutiens) Europa (inklusive Finland och Danmark)[3]
- Epeoloides pilosula Nordamerika[3]